# サヴァヌ州
座標: 北緯9度30分 西経5度30分 / 北緯9.500度 西経5.500度
サヴァヌ州（サヴァヌしゅう、フランス語: Région des Savanes）はかつてコートジボワールに存在した州。州都はコロゴ。面積は40,120平方キロメートルで、州では最も面積が大きかった。人口は1998年国勢調査では約93万人、2010年推計では約133万人。国土の北部に位置し、北から時計回りにブルキナファソ、ザンザン州、バンダマ渓谷州、ウォロドゥーグー州、デンゲレ州、マリ共和国と接していた。
1997年1月15日の行政区画再編によって設置された。2011年9月28日の行政区画再編によって廃止され、同じ領域にサヴァヌ地方が成立した。

## 行政区画
成立時は4県であったが、2008年3月5日にブンディアリ県からクト県が、コルホゴ県よりシネマティアリ県が、フフェルケセドゥーグー県よりワンゴロドゥーグー県がそれぞれ分立し7県となった。また県の下には2007年時点で33郡と25コミューンがあった。
- ブンディアリ県（英語版）
- フェルケセドゥーグー県（英語版）
- コルホゴ県（英語版）
- クト県（英語版）（2008年設置）
- ワンゴロドゥーグー県（英語版）（2008年設置）
- シネマティアリ県（英語版）（2008年設置）
- ティングレラ県（英語版）